# Oswald Spengler
Oswald Arnold Gottfried Spengler (29. svibnja 1880. – 8. svibnja 1936.), njemački filozof povijesti i kulture, poznat po djelu Propast Zapada (1918. – 1922.)

## Životopis
Oswald Spengler je rođen 1880. u Blankenburgu (Sachsen-Anhalt).  Porijeklom je iz konzervativne, niže građanske obitelji; otac mu je bio rudarski tehničar koji je kasnije radio u poštanskom uredu, a umro je 1901. Oswald je bio najstarije dijete i jedini dječak u obitelji.  Zdravstveno stanje mu je bilo loše, imao je problema sa srcem i migrenama koje su ga mučile cijeli život.  Svoje mladosti se sjeća kao vremena glavobolje i anksioznosti.
1890. obitelj se preselila u sveučilišni grad Halle gdje je Oswald stekao klasično srednjoškolsko obrazovanje učeći grčki, latinski, matematiku i prirodne znanosti.  Puno je čitao, volio umjetnost, posebno poeziju, dramu i glazbu.  Dojmile su ga se ideje Goethea i Nietzschea koje će kasnije spomenuti kao glavne utjecaje u svojoj Propasti Zapada.  Pohađao je nekoliko sveučilišta (München, Berlin, Halle) i obrazovao se iz raznih područja: povijest, filozofija, matematika, prirodne znanosti i umjetnost.  1903. nije uspio steći doktorsku titulu zbog nedovoljno referenci u radnji o Heraklitu; to mu je uspjelo sljedeće godine.  1905. pretrpio je živčani slom.  Neko vrijeme radio je kao učitelj Saarbrückenu i Düsseldorfu; od 1908. do 1911. predavao je znanost, njemačku povijest i matematiku u Hamburgu.  Nakon majčine smrti, 1911. preselio je u München gdje će ostati do kraja života.   Posvetio se svojem filozofskom radu i pisanju, živio je osamljeno i vrlo skromno.  Uzdržavao se malim nasljedstvom, a povremeno je prihvaćao tutorske poslove ili je pisao za časopise kako bi dodatno zaradio.  

## Filozofija
Rad na svojem životnom djelu, Propast Zapada, započeo je s namjerom da se prvenstveno koncentrira na položaj Njemačke u Europi; pod dojmom događaja vezanih uz Drugu marokansku krizu odlučio je proširiti opseg. U knjizi iznosi svoju teoriju cikličkog razvoja kultura i pesimističnu viziju budućnosti zapadne civilizacije koja se nalazi na kraju svojeg razvoja.  Po njemu, povijest je skupna biografija nezavisnih kultura koje nalikuju živim organizmima:  rađaju se kako bi ostvarile svoj životni potencijal, praideju; prolaze kroz razdoblja mladosti, zrelosti i starosti te na kraju neizbježno umiru.  Zapadna kultura, koju Spengler naziva faustovskom jer smatra da doktor Faust personificira njezin ukupni duh, nastala je tijekom srednjeg vijeka i upravo je dostigla vrhunac te počinje opadati da bi za nekoliko stoljeća potpuno nestala.  Nestanak ne mora biti posljedica nikakvih katastrofa niti dramatičnih događaja, nego jednostavnog gubitka pokretačke snage i zamjene nekom novom kulturom s vlastitom praidejom i njezinim manifestacijama u obliku religije, filozofije, znanosti, umjetnosti i politike.  
Prvi svezak bio je gotov 1914. godine, a izdavanje je odgođeno zbog Prvog svjetskog rata. Za vrijeme rata, Spengler je zapao u financijske probleme jer mu je nasljedstvo bilo uloženo u inozemstvu, tako da je tada živio u siromaštvu.  U ratu nije sudjelovao jer je još ranije proglašen trajno nesposobnim za vojnu službu. Knjiga je izašla sredinom 1918. godine i uskoro postala veliki uspjeh u njemačkom društvu osiromašenom ratom i nezadovoljnom odlukama Versajske konferencije, a bila je uspješna i izvan Njemačke te vrlo brzo prevedena na nekoliko jezika. U akademskim krugovima je naišla na različite reakcije: kritizirana je Spenglerova opskurnost i misticizam, ali djelo se ipak smatralo važnim doprinosom teoriji o cikličkom toku povijesti. Doprinijelo je i njegovom ugledu pa je u sljedećim godinama držao brojna predavanja o politici i filozofiji. Godine 1919. odbio je ponudu za mjesto profesora na Göttingenskom sveučilištu kako bi se mogao posvetiti pisanju. Kretao se u utjecajnim političkim i gospodarskim krugovima; od svojih imućnih prijatelja dobivao je i financijsku potporu.  Prijatelji su mu bili industrijalci Paul Reusch i Albert Vögler, sestra poznatog filozofa Elisabeth Förster-Nietzsche, arheolog i etnolog Leo Frobenius i drugi utjecajni intelektualci.
Drugi svezak Propasti Zapada objavljen je 1922., a sljedeće godine revidirao je prvi svezak.  U prvoj polovici dvadesetih godina Spengler se posvetio politici; još 1919. u svojem djelu Prusijanizam i socijalizam protivio se marksizmu i liberalizmu te kao rješenje vidio njemački socijalizam baziran na konzervativnim pruskim vrijednostima reda, autoriteta i dužnosti.  Aktivno se uključio u politiku zalažući se za dovođenje Reichswehrova generala Hansa van Seeckta na položaj državnog poglavara.  No pokušaji su propali, a Spengler se pokazao neuspješnim u praktičnoj politici pa se 1925. povukao i posvetio znanstvenom i filozofskom radu.  1927. pretrpio je blaži moždani udar.  1931. objavio je djelo Čovjek i tehnika u kojima upozorava na opasnosti koje tehnologija i industrijalizacija donose kulturi.  Posebno je upozorio na tendenciju širenja zapadnjačke tehnologije među neprijateljskim obojenim rasama koje ju mogu iskoristiti kao oružje protiv Europe. 
Iako je 1932. glasao za Hitlera, a ne Hindenburga, novog njemačkog Führera smatrao je vulgarnim. U početku je imao pozitivne stavove o nacizmu, ali i tada je dao do znanja da Hitlera ne smatra impresivnim; bolje mišljenje imao je o drugom nacističkom moćniku, Gregoru Strasseru.  Nakon prvog susreta i razgovora s Hitlerom 1933. godine, komentirao je da "ne želi junačkog tenora, nego pravog junaka". Iste godine postao je član Njemačke akademije, a odnosi s nacistima su se dodatno zaoštravali.  Javno se prepirao s Alfredom Rosenbergom, odbijao je Goebbelsove pozive da drži javne govore. Naciste je smatrao previše ograničenima na Njemačku, a odbacivao je i njihove biološke i anitsemitske ideje.  Zbog pesimizma i kritičkog stava našao se u izolaciji.  Iako su i nacisti cijenili njegovu kritiku liberalizma, djelo Godine odluke, objavljeno 1933., a vrlo popularno među konzervativnom, nacionalističkom desnicom, uskoro je zabranjeno.  1934. u Noći dugih noževa, kada se Hitler obračunao s neistomišljenicima, ubijeni su i neki Spenglerovi prijatelji.  
Posljednje godine proveo je u Münchenu slušajući Beethovena, čitajući Molierea i Shakespearea, skupljajući knjige i drevna oružja. Povremeno je putovao u planine Harz i Italiju. Kratko prije smrti, u pismu prijatelju, napisao je da za deset godina Njemački Reich vjerojatno više neće postojati.  Umro je od srčanog udara, 8. svibnja 1936. godine, tri tjedna prije 56. rođendana.  Nikada se nije ženio i nije imao djece.

## Djela
- Temeljna metafizička misao heraklitovske filozofije (Der metaphysische Grundgedanke der heraklitischen Philosophie, 1904.)
- Propast Zapada (Der Untergang des Abendlandes: Umrisse einer Morphologie der Weltgeschichte; Beč 1918. i München 1922.)
- Prusijanizam i socijalizam (Preußentum und Sozialismus, 1919.)
- Nova izgradnja Njemačkog Carstva (Neubau des Deutschen Reiches, 1924.)
- Čovjek i tehnika (Der Mensch und die Technik: Beitrag zu einer Philosophie des Lebens, München 1931.)
- Politički spisi (Politische Schriften, 1932.)
- Godine odluke (Jahre der Entscheidung, 1933.)